# تشارلز دروري
تشارلز دروري هو محامي وسياسي كندي، ولد في 17 مايو 1912 في مونتريال في كندا، وتوفي في 12 يناير 1991. نشط حزبياً في الحزب الليبرالي الكندي. وقد انتخب عضو مجلس العموم الكندي.